# Kutayu
Kutayu is een bestuurslaag in het regentschap Brebes van de provincie Midden-Java, Indonesië. Kutayu telt 2572 inwoners (volkstelling 2010).